# 江石清行
江石 清行（えいし きよゆき、1956年11月 - ）は、日本の医師。長崎大学医学部心臓血管外科教授。医学博士。日本胸部外科学会指導医、日本外科学会指導医。
長崎市長射殺事件の際に、大学病院に搬送された長崎市長伊藤一長（当時）の緊急手術を担当した。
弁形成術、顕微鏡下冠動脈バイパス術、心拍動下冠動脈バイパス術、低侵襲人工心肺システム、人工弁置換術の専門家。弁形成術の日本における第一人者の一人。

## 略歴
- 1956年（昭和31年）　鹿児島県鹿児島市で生まれる。
- 1974年（昭和49年）　鹿児島県立鶴丸高等学校卒業。
- 1982年（昭和57年）　千葉大学医学部卒業、東京女子医科大学附属日本心臓血圧研究所心臓血管外科に入局。

以後、UCLA留学、ピッツバーグ大学留学、国立循環器病センター医長、岩手医科大学循環器医療センター心臓血管外科助教授を歴任。
- 1999年（平成11年）　長崎大学医学部心臓血管外科教授就任。